# Jatropha chamelensis
Jatropha chamelensis là một loài thực vật có hoa trong họ Đại kích. Loài này được Pérez-Jim. mô tả khoa học đầu tiên năm 1982.